# Цедергельм, Йосиас
Йосиас Цедергельм (Седеръельм) (швед. Josias Cederhielm; 4 мая 1673 — 3 сентября 1729) — шведский политический деятель и дипломат.

## Биография
Начал свою карьеру, поступив на службу в королевскую канцелярию. В 1703 году он был назначен регистратором во внешнеполитическую государственную экспедицию, а двумя годами позже занял должность секретаря.
С началом похода Карла XII в Россию последовал за армией, вместе с которой после поражения под Полтавой попал в русский плен. Из плена был под честное слово отпущен в Стокгольм, куда привёз мирные предложения царя.
После возвращения в Россию оставался в плену вплоть до заключения Ништадтского мира в 1721 году.
В 1723 году назначен членом риксрода, а в 1725 году отправлен с посольством к российскому двору, официальной целью которого было поздравление Екатерины I с восшествием на престол. Неофициально же он должен был использовать во благо Швеции интриги, которые плелись при дворе новой государыни. Однако вопреки инструкциям Цедергельм старался примирить придворные группировки и упрочить положение императрицы.
В 1726 году был отозван из России. На созванном в то время риксдаге сделался лидером гольштинской партии, однако после её падения был вынужден оставить пост члена риксрода (1727).

## Семья
С 1704 года был женат на Анне Океръельм.

## Источник
- Svenskt biografiskt handlexikon. Stockholm, 1906.